# سلجوق اینان
سلچوک اینان (انگلیسی: Selçuk İnan؛ زادهٔ ۱۰ فوریهٔ ۱۹۸۵) یک بازیکن فوتبال اهل ترکیه است.
وی همچنین در تیم ملی فوتبال ترکیه بازی کرده است.